# Ajax (Ontario)
Ajax [ˈeɪ̯dʒæks] ist eine Stadt am Ontariosee in der Provinz Ontario, Kanada, etwa 37 km nordöstlich von Toronto, mit ca. 120.000 Einwohnern (Stand: 2016). Sie liegt im Golden Horseshoe, der zentralen Industrieregion Kanadas.
Ajax ist Teil des Gebiets rund um Toronto und der regionalen Gemeinde von Durham. Ajax grenzt im Westen und im Norden an den Ort Pickering und im Osten an die Kleinstadt Whitby.

## Geschichte
Die erste weiße Besiedlung in Pickering Township, zu der Ajax gehört, stammt aus der Zeit Ende des 18. Jahrhunderts.
150 Jahre lang war Pickering Township geprägt durch friedlich wogende Felder, bis Kanada am 10. September 1939 Deutschland den Krieg erklärte. Die Stadt Ajax wird 1941 zum ersten Mal genannt, als ein Rüstungsbetrieb dort errichtet wurde und rundherum eine Kleinstadt entstand. Innerhalb weniger Jahre entstand hier an den Ufern des Ontariosees der Rüstungsbetrieb D.I.L., der in seinen „besten“ Zeiten mehr als 9000 Menschen beschäftigte, über 30 Meilen Schienennetz und 30 Meilen Straßennetz verfügte, ca. 600 Lehrlinge (Auszubildende) beschäftigte und seine Wasser- und Nähwerke aufrüstete. Das gesamte Gelände des Rüstungsbetriebes D.I.L. umfasste etwa 2985 acres Land. Die Menschen kamen aus ganz Kanada herbei, um bei D.I.L. zu arbeiten.
Die blühende Gemeinde bekam ihren Namen nach den britischen Kriegsschiffen Ajax, Exeter und Achilles. Diese Schiffe brachten unter dem Kommando von Kommodore Henry Harwood im Dezember 1939 das deutsche Kriegsschiff Admiral Graf Spee am Río de la Plata in Uruguay in der Nähe des Hafens von Montevideo in Südamerika dazu, dass der Kommandant Hans Langsdorff die Selbstversenkung befahl. Die kanadische Stadt ehrte ihn ab 2007 durch eine Straßenbenennung. Die Straße wurde im Jahr 2021 wieder umbenannt.
Ajax wurde als Name für diese während des Krieges entstandene Gemeinde gewählt. Als nach dem Ende des Zweiten Weltkriegs die jungen Kriegsveteranen an die Universitäten stürmten, entstand in den ausgemusterten D.I.L.-Gebäuden ein Ableger der Universität Toronto, mit Laboratorien, Seminarräumen und Studentenwohnheimen. Ajax überstand auch den erneuten Strukturwandel nach der Schließung der Universitätsanlagen im Jahr 1949, und am 13. Dezember 1954 fanden in Ajax die ersten Wahlen zu einem eigenständigen Stadtrat statt. Vor der Schließung hatten mehr als 7000 Studenten ihre Basiskenntnisse hier erworben.
Nachdem die Universität geschlossen worden war, war es nötig, das Wachstum der Stadt nach den Visionen von George W. Finley von der Central Mortgage and Housing Corporation zu fördern und so wurde aus Ajax eine durchgeplante moderne Gemeinde, die die Folgen der Kriegswirren für den Wiederaufbau nutzte.
Von 1941 bis 1950 hatte Ajax keinen eigenen örtlichen Stadtrat und war ein Stadtteil von Pickering. 1950, nachdem die Bürger der Stadt eine Petition einreichten, wurde Ajax, nach einem Urteil des Ontario Municipal Board, das Corporation of the Improvement District of Ajax mit drei Treuhändern als Verwalter, ausgesucht durch den stellvertretenden Gouverneur im Rat, zugesprochen.
Die ersten Treuhänder waren: Benjamin de Forest Bayly als Vorsitzender; John Mills als stellvertretender Vorsitzender und W.W. Rideout.
Diese Treuhänder arbeiteten als Ratsmitglied, Schulsprecher, Bibliothekar (Library Board) und jedes andere Amt, das die Stadt nicht besetzen konnte. Der Vorsitzende hatte alle Rechte und Pflichten eines Bürgermeisters inne. Es war Aufgabe dieser Männer, die ersten (by-laws) von Ajax unwirksam zu machen und die erste örtliche Regierung zu festigen.
Zwei Schlüsselfiguren, die durch die Treuhänder eingestellt wurden, waren Bolton C. Falby, leitender Stadtkämmerer (Clerk-Treasurer) und Charles H. Reed, kommissarischer Leiter (Works Superintendent).
1953 war der Wunsch nach voller und aktiver Teilhabe durch die Einwohner der Stadt in ein gewähltes Amt und Schulamt zu kommen sehr hoch. Die Ajax Citizens’ Association, gegründet durch viele Zivilpersonen, gab dem Stadtrat den Auftrag, den verschönerten Teil von Ajax zur Stadtmitte zu erklären. Diese Forderung wurde überprüft und am 13. Dezember 1954 durften die Menschen den ersten Bürgermeister und den ersten Schuldirektor wählen.
Am 22. Juni 1973 wurden die Ortschaft Pickering und Teile der Township of Pickering in die Stadt Ajax eingemeindet, eine Verfünffachung der Fläche, so dass die neue Gemeinde jetzt 16.729 acres (68 km²) umfasst. Seit Schließung von D.I.L. (1945) und der Toronto University Ajax (1949) haben sich zahlreiche Industrieunternehmen in Ajax angesiedelt, zum Beispiel Dowty Aerospace, Volkswagen Canada, Chrysler Canada, DuPont, Paintplas, Ajax Textile, AEG Bayly Engineering und andere.

## Lebensstandard
Wie fast alle städtischen Vororte im Greater Toronto Area, ist auch Ajax stetig gewachsen seit den 1980er Jahren.
Was einmal ein kleiner Ort umringt von landwirtschaftlichen Feldern war, hat sich zunehmend zu einer Schlafstadt von Toronto und seiner Umgebung entwickelt. Viele Einwohner leben hier und pendeln täglich zur Arbeit nach Toronto oder anderen Ortschaften in der Region rund um Durham.
Die folgende Liste zeigt die Summe der hauptsächlichen Veränderungen während der letzten Jahrzehnte:
- Großes Bevölkerungswachstum führt zu einem flächendeckenden Wachstum der Vororte. Als die Stadt zunehmend vergrößert wurde, versuchte sie zunehmend Investoren anzulocken, hauptsächlich im Innenstadtbereich in der Nähe der Harwood Street von North Bayly wurde dies vorangetrieben. Wachstum in Ajax ist nur aufgrund von Einfamilienhäusern auf Einzelgrundstücken möglich, sodass die fundamentale Ebene (fundamental nature) der Stadt für die nahe Zukunft festgelegt zu sein scheint.
- Zunehmende Verkehrsdichte, hervorgerufen durch die Nähe zum Highway 401, der durch Durham führt, verbunden mit anderen Teilen des Verkehrswegenetzes (GTA), sowie eingeschränkte Fahrmöglichkeiten auf den Hauptstraßen wie der Taunton Road und Rossland Road. Langzeitpläne einschließlich der Erweiterung der Regionalen Straßen und des Highway 401 der den Highway 407 verlängert und zunehmender Reiseverkehr durch die Region rund um Durham lindert dies bis zu einem gewissen Grad.
- Zunehmende multikulturelle Strukturen, mit vielen jungen ausländischen Arbeitnehmern (ethnic professionals) in den neueren nördlichen Teilen machen aus Ajax eine heterogenere Stadt, als sie es vormals war.
- Die zunehmenden Verbrechen, inklusive personenbezogene Verbrechen (personal property crimes) und Einbrüche (home invasions) zeigen Veränderungen in der Menge der Kriminalitätsrate (crime patterns) im gesamten GTA an.

## Industrie
Von 1945 nach der Schließung von D.I.L. bis 1949, als Dowty Aerospace seine Geschäfte eröffnete, gab es keinerlei industrielle Nutzung im Gebiet von Ajax. 1991 wurden Volkswagen Kanada, DuPont, Paintplas, Ajax Textile, AEG Bayly Engineering und viele andere Firmen zu Hauptarbeitgebern in Ajax.
Erst ab 1970 wurde möglich, was ab 1945 noch nicht möglich war: Einkaufscenter wie die Ajax Plaza, Haarwood Place Mall und Clover Ridge Plaza wurden erbaut.
In den 80er Jahren gab es einen großen Aufschwung, der Einkaufszentren wie die Discovery Bay Plaza, den Transit Square, Baywood Plaza, Westney Heights Plaza und die erst kürzlich erbauten Durham Center an der Harwood Avenue und an der Kingston Road entstehen ließ.
Die 70er Jahre waren der Beginn vieler größerer Veränderungen im Stadtbild von Ajax. Neubauten entstanden auf den freien Parzellen inmitten von Ajax. In den frühen 80er Jahren wuchs die Stadt am südlichen Ende stark an und es entstanden große, hochwertige Reihenhäuser entlang des Lake Driveway. In den späten 70er und frühen 80er Jahren veränderte sich die Skyline von Ajax durch den extensiven Bau von Hochhäusern.
Die Rezession in den 1980ern konnte den Anstieg der Einwohnerzahlen von Ajax nicht stoppen. Westney Heights startete nördlich des Highway 2 ein Projekt und bot Menschen die ein Eigenheim bauen wollten günstige Konditionen für Kredite während die üblichen Kreditzinsen bei einem Zinssatz von 18 % bis 20 % lagen.
Der Zuwachs im Norden des Highway 2 dehnte sich von der Church Street in Pickering Village zur Harwood Avenue, von Millers Creek im Süden des Highway hinunter zum Anschluss des Highway 401.
Um den nötigen Schutz vor Feuer zu gewährleisten, wurde in den 70er Jahren eine neue Feuerwache und ein Feuerwehrhaus an der Centennial Road und Monarch Avenue gebaut und ein weiteres Feuerwehrhaus am Highway 2 und der Westney Road in der Mitte der 80er Jahre.
Das Ajax und Pickering General Hospital eröffnete 1954 seine Pforten mit einer Anzahl von 38 Betten. Es wurde 1958 auf 50 Betten aufgestockt und ein weiterer Ausbau auf 127 Betten wurde 1964 vollzogen. Die Notfallversorgung und ambulante Versorgung wurde 1975 ausgebaut. Das große Wachstum der Einwohnerzahlen erforderte ein weiteres Größenwachstum der Stadt. Die Zustimmung für eine weitere Vergrößerung wurde im Herbst 1990 gewährt. 1999 schloss sich das Krankenhaus der Stadt mit dem Centenary Health Centre in Scarborough zusammen, um Mitglied des Rouge Valley Health System zu werden, doch wurden einige Abteilungen geschlossen, nachdem es finanzielle Schwierigkeiten gab.

## Söhne und Töchter der Stadt
- Jeff Beukeboom (* 1965), Eishockeyspieler und -trainer
- Danny O’Shea (* 1945), Eishockeyspieler
- Ryan Ramsay (* 1983), Eishockeyspieler
- Eric Regan (* 1988), Eishockeyspieler
- Devin Shore (* 1994), Eishockeyspieler
- Michael Carcone (* 1996), Eishockeyspieler
- Kaza Kajami-Keane (* 1994), Basketballspieler
- Mariam Abdul-Rashid (* 1997), Hürdenläuferin
- Derek Cornelius (* 1997), jamaikanisch-kanadischer Fußballspieler
- Die Punkrock-Band Sum 41 wurde in Ajax gegründet